# Indotipula riverai
Indotipula riverai är en tvåvingeart som först beskrevs av Alexander 1927.  Indotipula riverai ingår i släktet Indotipula och familjen storharkrankar. Inga underarter finns listade i Catalogue of Life.